# Otomys jacksoni
Otomys jacksoni är en gnagare i släktet egentliga öronråttor som förekommer i östra Afrika.
Djuret når en kroppslängd (huvud och bål) av 120 till 170 mm, en svanslängd av 57 till 82 mm och en vikt av 70 till 120 g. Bakfötterna är 19 till 26 mm långa och öronen är 19 till 26 mm stora. I artens nedre framtänder finns en djup ränna och en moderat ränna. Arten är allmänt större än Otomys barbouri. Ovansidans päls är ljusbrun.
Arten är endast känd från vulkanen Mount Elgon på gränsen mellan Uganda och Kenya. Den lever i regioner mellan 3300 och 4200 meter över havet. Habitatet utgörs av bergsängar.
Beståndet hotas av anlagda bränder. I nedre delen av utbredningsområdet plockas träd på ett sätt som inte gynnar arten. IUCN listar Otomys jacksoni som nära hotad (NT).